# Ernst von Glasersfeld
Ernst von Glasersfeld (Múnich, 8 de marzo de 1917 - estado de Massachusetts, 12 de noviembre de 2010), fue un filósofo y cibernético teórico del constructivismo radical, profesor emérito de Psicología en la Universidad de Georgia, y profesor adjunto en el Departamento de Psicología en la Universidad de Massachusetts Amherst. Miembro de la American Society of Cybernetics (Sociedad Estadounidense de Cibernética), recibió el premio científico McCulloch Memorial Award en 1991.
Desarrolla su epistemología social (modelo de constructivismo radical) basándose en las teorías propuestas por Lev Vygotski (1896-1934), la epistemología genética de Jean Piaget y la teoría de la percepción de George Berkeley, entre otros.

## Biografía
Ernst von Glasersfeld nace en Münich, Alemania en 1917, donde su padre estuvo destacado en la Embajada Austriaca en la Corte de Baviera. Por descender de padres austriacos, adquiere esa nacionalidad en su nacimiento. Sin embargo, un año más tarde cuando se funda Checoslovaquia, su familia automáticamente recibe la ciudadanía checa debido a que el domicilio oficial de su padre era Praga, donde se ubicaba la propiedad de la familia von Glasersfeld.
En 1927, tras pasar los primeros diez años de vida entre Praga y Tirol del Sur, Italia, es enviado al Suoz College en Suiza, donde se gradúa en 1935 del programa de Matura científica (certificado que se otorga en Suiza al finalizar la educación secundaria y que asegura a quien lo obtenga, los estudios a nivel universitario). El tipo C, obtenido por el joven Von Glasersfeld, otorga mayor énfasis en los aspectos técnicos y científicos, sin descuidar las artes.
En los dos años siguientes estudia matemática, primero en la Universidad de Zúrich y luego en la Universidad de Viena. Poco tiempo después de la invasión de Hitler en Austria, se muda a París, con la esperanza de culminar allí sus estudios. Antes de recibir la residencia, no obstante, la propiedad de la familia es confiscada por los nazis, lo que lo deja sin fondos para continuar sus estudios universitarios.
En 1939 se refugia con su esposa en Irlanda y sobrevive allí a la Segunda Guerra Mundial desempeñándose como agricultor, a inicios de la década de los 40; sin embargo, continúa estudiando filosofía, lógica y psicología. Este país le otorga la ciudadanía en 1945.
Una vez finalizada la Segunda Guerra Mundial, regresa a Italia en 1946, donde trabaja como periodista y colabora, hasta 1961, en la Scuola Operativa Italiana del Prof. Silvio Ceccato en un proyecto científico de análisis artificial del lenguaje y traducción. Esta escuela de filosofía basaba sus argumentos en que los contenidos del pensamiento debían ser considerados como actividades y no como se consideraba en la filosofía tradicional, como objetos de conocimiento. La visión de la Scuola se basaba en cuatro operaciones fundamentales, a saber: diferenciación, figuración, categorización y correlación. En este sentido, Ceccato es considerado un visionario y un pionero al aplicar el principio cibernético de autoorganización en los dominios de la formación de conceptos y de lenguaje.
El empleo con Ceccato era parcialmente remunerado, por lo que subsistió durante prácticamente una década trabajando simultáneamente como corresponsal extranjero acreditado de periódicos suizos y alemanes. A partir de 1959 y en forma ininterrumpida, Glasersfeld se ha desarrollado en áreas universitarias relacionadas con la investigación y la docencia.
En 1962 se traslada a Estados Unidos, donde es designado director de un proyecto de investigación en Lingüística Computacional con un acercamiento progresivo al movimiento cibernético. Desde el año 1970 y hasta 1987, se desempeña como profesor de Psicología Cognitiva en la Universidad de Georgia, EUA, donde investiga sobre las posibilidades de interacción con los primates, desarrollando un lenguaje de comunicación para este fin (yerkish). Es Profesor Emérito de esa Universidad desde 1987. Aun cuando está retirado, continúa participando activamente como Investigador Asociado en el Scientific Reasoning Research Institute (SRRI) en la Universidad de Massachutts en Amherst. En 1997, la Universidad de Klagenfurt le confiere un título honorario como Doctor en Filosofía.
A partir de la década de los 70 comienza a formular una epistemología conocida como constructivismo radical. Glasersfeld elabora este modelo basándose en la epistemología genética de Piaget, Vico y en la teoría de la percepción de Berkeley.

## Aportes a la educación
1. Cambio de los Conceptos Tradicionales “Conocimiento, Verdad, Comunicación y Comprensión”.
2. Sustitución de los términos: Observar, Objetos Exteriores, Objetivos, Aprendizaje, por: Descubrir, Construir, Inventar, Mundo Experiencial, Viable, Aprendizaje por Descubrimiento, Invención, Conocimiento Previo.
3. Cambio en la teoría de Procesamiento de la Información.
4. No existe “transmisión del saber”; el conocimiento es “viable”.

## Perfil profesional

### Posiciones académicas alcanzadas
• Consultor y traductor oficial de la Escuela Operativa Italiana (1949-1959).
• Investigador Asociado, Centro para la Cibernética, Universidad de Milán, Italia, (1959-1960).
• Jefe de la Sección de Idiomas Extranjeros, Centro para la Cibernética, Universidad de Milán, Italia, (1960-1962).
• Investigador Principal, Proyecto de Investigación de Idiomas auspiciado por la Fuerza Aérea de EUA para la Investigación Científica, administrado por el Instituto Italiano de Información para la Ingeniería by the (IDAMI: Italian Institute of Engineering Information), Milán, Italia, (1963-1966).
• Director de Investigación e Investigador Principal, Georgia Institute for Research, Athens, GA. (1966-1969).
• Investigador Asociado, Centro de Computación, Universidad de Georgia, (1968-1969).
• Profesor Asistente, Dept.of Psicology, Universidad de Georgia, (1970-1975).
• Investigador Asociado, Dept. de Comportamiento de Primates, Yerkes Regional Primate Research Center, Atlanta, GA. (1971-1976).
• Miembro, Personal Académico Interdepartamental de Lingüística (1971-1987).
• Consultor en Desarrollo de Idioma y Cognición, Programas de Actividades Matemagénicas, Georgia Follow Through, Universidad de Georgia, (1972-1977).
• Profesor Asociado, Dept.de Psicología, Universidad de Georgia, (1975-1979).
• Profesor de Psicología, Dept. of Psicology, Universidad de Georgia (1979-1987).
• Profesor Emérito, Universidad de Georgia, 1987.
• Profesor Visitante Adjunto, Dept de Psicología, Universidad de Massachusetts, Amherst (1987-1989).
• Miembro de la Junta Científica, Instituto Piaget, Lisboa, Potugal.
• Miembro de la Sociedad Americana de Cibernética.
• Investigador Asociado, Scientific Reasoning Research Institute, Universidad de Massachusetts, Amherst (1987-2010).

### Premios y honores obtenidos
• Profesor Emérito, Universidad de Georgia, EUA, 1987.
• Premio Warren McCulloch Memorial (Sociedad Americana para la Cibernética), 1991.
• Doctorado honoris causa en Filosofía, en Universidad de Klagenfurt, 1997.
• Pour le Mérite Scientifique (Premio de Mérito Científico), Universidad de Quebec en Montreal, 2003.
• Premio Gregory Bateson, Institute Heidelberg para la Investigación en Sistemas, 2005.

## Obras
Ernst von Glasersfeld cuenta con aproximadamente 266 publicaciones. Estas pueden ser consultadas en el sitio oficial de este filósofo, el cual es alojado en el web site de la Universidad de Viena .
- Wissen, Sprache und Wirklichkeit, 1987, ISBN 3-528-08598-3
- The constructions of knowledge, 1987
- Radical Constructivism: A Way of Knowing and Learning, 1995
- Radikaler Konstruktivismus, 1996
- The Construction of Knowledge: Contributions to Conceptual Semantics, 1987
- Konstruktivismus statt Erkenntnistheorie (Tusculanische Gespräche), 1998
- Radikaler Konstruktivismus, Ideen, Ergebnisse, Probleme, 1998, ISBN 3-518-28926-8